# Hydrocotyle yabei
Hydrocotyle yabei är en växtart i släktet Hydrocotyle och familjen araliaväxter.
Arten är en perenn ört som förekommer i centrala och södra Japan. Den beskrevs av Tomitaro Makino 1910.